# 周晓平
周晓平（1934年4月30日—2015年1月22日），又作周小平，中国气象学家，中国科学院大气物理研究所研究员，是中国在大气对流动力学、天气数值模拟等领域研究的先驱与奠基人之一。

## 生平
周晓平是语言学家周有光与昆曲研究家张允和之子，1934年出生于上海。1949年至1952年间在光华大学附中（1951年改为华东师范大学附中）就读，后考入北京大学物理系。1956年毕业，次年考取中国科学院地球物理研究所研究生，师从大气物理学家顾震潮。1959年曾赴苏联科学院进修，师从苏联著名气象学家基别尔（Илья Афанасьевич Кибель）院士。1962年回国，此后长期在中国科学院大气物理研究所从事研究工作，曾任第六研究室（中尺度和对流风暴研究室）主任、副所长等职。他曾获得过中国科学院科技进步一等奖（1987年）、国家科学技术进步奖二等奖（1989年）等奖励。1999年起退休。2015年1月22日在北京逝世，先于其父去世，享年80岁。